# Баттелли, Анджело
Анджело Баттелли (итал. Angelo Battelli; 28 марта 1862, Мачерата-Фельтрия — 11 декабря 1916, Пиза) — итальянский физик. Брат Федерико Баттелли.

## Биография
Окончил Туринский университет (1884), ученик Андреа Наккари. До 1889 г. работал ассистентом у своего наставника, затем занял должность профессора экспериментальной физики в Кальяри. С 1891 г. работал в Падуе, а с 1893 г. и до конца жизни — в Пизе. С 1894 г. редактировал научный журнал Nuovo Cimento.
В студенческие годы начал многолетнюю работу по исследованию термоэлектрических свойств сплавов, затем на рубеже 1880—1890-х гг. много занимался тепловыми свойствами паров. В 1898 г. опубликовал написанную совместно с братом-медиком работу о роли электричества в медицине (итал. Trattato pratico per le ricerche di elettricità in medicina). В 1911 г. выпустил школьный учебник по физике, выдержавший множество переизданий.
В 1897 г. был одним из соучредителей Итальянского физического общества, в 1902—1906 гг. его президент. Почётный доктор Женевского университета (1909). Член-корреспондент Туринской академии наук (1910).
С юности был вовлечён в политику, в 1882—1885 гг. неоднократно участвовал в публичных манифестациях в Турине, протестовавших против военно-политического союза Италии с Австрией и Германией. В 1885 г. был арестован и три месяца провёл в тюрьме по обвинению в изготовлении динамита для предполагаемого взрыва статуи короля Виктора Эммануила, однако затем был отпущен за недостаточностью улик. В 1900 г. был избран депутатом Парламента Италии от Итальянской республиканской партии, в дальнейшем переизбирался ещё трижды. Занимал также пост городского советника в Пизе, в память о нём в городе названа улица (итал. Via Angelo Battelli). Имя Баттелли носит также комплекс среднего образования в коммуне Новафельтрия.